# Diocesi di Obba
La diocesi di Obba (in latino Dioecesis Obbensis) è una sede soppressa e sede titolare della Chiesa cattolica.

## Storia
Obba, identificabile forse con Abbah Quşūr nell'odierna Tunisia, è un'antica sede episcopale della provincia romana dell'Africa Proconsolare, suffraganea dell'arcidiocesi di Cartagine.
Tre sono i vescovi documentati di Obba. Paolo prese parte al concilio indetto a Cartagine nel 256 da san Cipriano per discutere della questione relativa ai lapsi; subì il martirio all'epoca dell'imperatore Valeriano ed è ricordato nel martirologio romano alla data del 19 gennaio. Il donatista Felicissimo intervenne alla conferenza di Cartagine del 411, che vide riuniti assieme i vescovi cattolici e donatisti dell'Africa romana; in quell'occasione la sede non aveva vescovi cattolici. Valeriano infine partecipò al concilio di Costantinopoli del 553.
Dal XIX secolo Obba è annoverata tra le sedi vescovili titolari della Chiesa cattolica; dal 4 novembre 2013 il vescovo titolare è Rafał Markowski, vescovo ausiliare di Varsavia.

## Cronotassi

### Vescovi
- Paolo † (menzionato nel 256)
  - Felicissimo † (menzionato nel 411) (vescovo donatista)
- Valeriano † (menzionato nel 553)

### Vescovi titolari
- François-Xavier Corbet (Corbey), C.S.Sp. † (5 luglio 1898 - 26 luglio 1914 deceduto)
- Léon-Charles-Joseph Girod, C.S.Sp. † (13 gennaio 1915 - 13 dicembre 1919 deceduto)
- Domenico Comin, S.D.B. † (5 marzo 1920 - 17 agosto 1963 deceduto)
- Joseph Khiamsun Nittayo † (13 settembre 1963 - 18 dicembre 1965 nominato arcivescovo di Bangkok)
- Jaime Lachica Sin † (10 febbraio 1967 - 15 gennaio 1972 nominato arcivescovo coadiutore di Jaro)
- Erwin Hecht, O.M.I. † (3 febbraio 1972 - 1º luglio 1974 nominato vescovo di Kimberley)
- Alberto Giraldo Jaramillo, P.S.S. † (8 agosto 1974 - 26 aprile 1977 nominato vescovo di Chiquinquirá)
- Protacio Guevarra Gungon † (8 luglio 1977 - 24 gennaio 1983 nominato vescovo di Antipolo)
- George Patrick Ziemann † (23 dicembre 1986 - 14 luglio 1992 nominato vescovo di Santa Rosa in California)
- José Eduardo Velásquez Tarazona (15 marzo 1994 - 1º luglio 2000 nominato vescovo coadiutore di Tacna e Moquegua)
- Gustavo Rodríguez Vega (27 giugno 2001 - 8 ottobre 2008 nominato vescovo di Nuevo Laredo)
- Joseph William Tobin, C.SS.R. (2 agosto 2010 - 18 ottobre 2012 nominato arcivescovo di Indianapolis)
- Rafał Markowski, dal 4 novembre 2013